# Stjepan Margitić
Stjepan (Stipan) Margitić  (a zovu ga također i Margetić, Markovac i Jajčanin) (Jajce, oko 1650. – Fojnica, 8. prosinca 1730.) je bio hrvatski književnik i vjerski pisac iz BiH.

## Životopis
Rodio se u Jajcu oko 1650. godine. Školovao se, bez sumnje, u Italiji, jer se glatko služi talijanskim jezikom. Kao mladog svećenika, kapelana, susrećemo ga 1682. godine u Jajcu. Već tada je ugledan, jer ga Jajčani šalju do paše, da ne bi platili golemu svotu koja se od njih tražila. Kasnije službuje najčešće u Fojnici, gdje je već 1686. gvardijan i ostao to kroz dugo vremena. Bilo je to ponajteže vrijeme, za Bečkog rata, kad se pojavila najprije neka čudna groznica, koja je kosila ljude gore nego kuga, a zatim je stvarno nastupila kuga i glad, uz bezdušnu tiraniju Husejin-paše Topala (1686-1690), koji je nemilice sjekao i vješao.
Uz ostale muke imao je težak spor sa spahijom Kasumom iz Kasapovića. Ovom su ramski fratri dugovali 1700 groša (oko 500 cekina) a kako su oni u to ratno vrijeme pobjegli u Dalmaciju, Kasum se kušao namiriti od najbližeg, fojničkog, samostana. Stvar je išla i do sultana, ali je fratrima i prije njegova rješenja valjalo plaćati u naravi: jednom su dali 30 oka bakrenog posuđa, dosta sira i masla, te nekoliko ovaca a kasnije i dio u novcu. Parnica je bila obnovljena 1690. pa je tada došlo do neke nagodbe, ali je konačno završena tek 1703. i to pred mletačkim generalom, koji je odredio da fojnički samostan do kraja plati dug a za uzvrat da uzme ramsku župu.
Kao i drugi fratri imao je 1697. parničenje s pećkim patrijarhom (on ga naziva paćarom), što je živo opisao u svom Ljetopisu; patrijarh je tražio da podvrgne pod svoju vlast katolike.
Unatoč tim teškim prilikama, uspio je samostanu pribaviti nekoliko komada zemlje, među njima i pogodnu livadu "Drin". Inače je u to vrijeme u samostanu bilo malo osoblja: kad je on 1694. morao krenuti u Carigrad, ostavio je samostan na brizi seljaku, kmetu.
Bio je također na službi u Rami, vikar u Kreševu a pred kraj života duhovni pastir u Brotnju.
Zanimljivo je da je i on, u ono vrijeme stroge stege, potpao pod tešku kaznu, jer je bez dozvole otišao u Veneciju. Zato je bio proglašen "odmetnikom od Reda" i za kaznu smješten u Našice. Ipak, ubrzo je zadobio stari ugled i postao vijećnikom Provincije (1708. – 1711.).
Margitić je vidio, za ono vrijeme, dosta svijeta. Išao je kao izaslanik Provincije u Rim. Drugi put je, kako je rečeno, u poslovima samostana putovao u Carigrad pa je tom prilikom vidio Jedrene, Skoplje i Kosovo. Smatrao je da je podrijetlom plemić: na naslovnoj stranici svog najvećeg djela on donosi i grb Margitića: štit s dva polja i po jedan cvijet u svakom.
Teško je prema svemu ovome točno sagledati lik ovog franjevca, kojega jedan kadija smatra "čudom puka kršćanskog". Ako to nije pretjerana udvornost, uobičajena kod turske administracije, mora da je fra Stjepan očaravao ljude svojom ličnošću i svojim nastupom. Bolje ga možemo upoznati preko njegovih djela jer ona svjedoče za njega.
Uzor mu je bio Matija Divković. Tiskao je pobožne pjesme i prikazanja, od kojih je najznačajnijan  Ispovied kristjanska (1701.). Kao pisac ne postiže Divkovićevu narativnost, neusiljeno pripovijedanje ni nesporednost i živost slikanja. 
Među zadnjima je koji se služio bosančicom. Početkom 17. stoljeća progresivno se širila latinica te je rastao jaz između franjevaca koji su se služili bosančicom za biti "narodnim" i franjevaca koji su se služili latinicom za biti "učenim".

## Djela
Djela
- Izpovid karstianska, Mleci 1701.  Narod ga je vrlo zavolio i nazvao tu knjigu Stipanuša ili Stipanuše.
- Fala ot sveti /h/, Mleci 1708.
- njegova Kronika, što ju je fra Nikola Lašvanin uklopio u svoj "Ljetopis" (Sarajevo 1981, str. 161-168)
- neobjavljene Propovijedi, koje se (prema Batiniću) čuvaju u Fojničkom arhivu